# ちゃぶ台返し

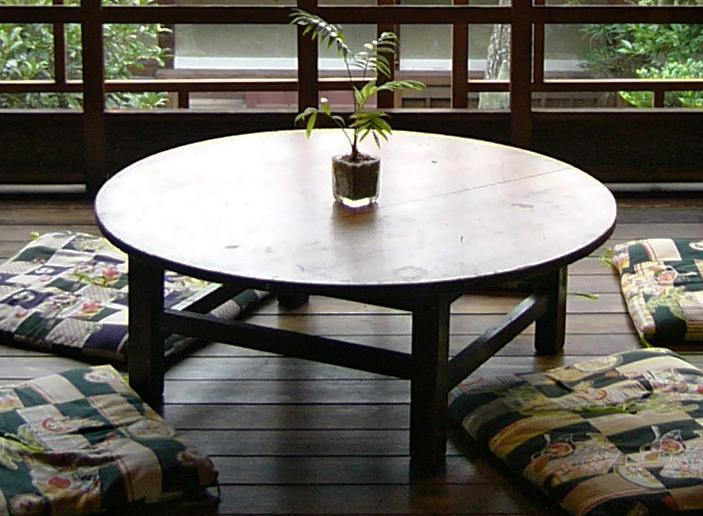
ちゃぶ台

ちゃぶ台返し（ちゃぶだいがえし）は、ちゃぶ台をひっくり返す行為、またはその行為より転じた慣用表現である。

## ひっくり返す行為
たいていの場合、両手の手のひらを上に向け卓の端を掴み、そのまま真上に放り投げるようにして行われる。このために、卓上にある食器その他は派手に宙を舞うものの、空中で半回転して裏向きになったちゃぶ台の下敷きになるように押しつぶされ、あまり遠くに飛ばないことが多い。

## フィクションにおけるちゃぶ台返し

### テレビアニメ・テレビドラマ
テレビアニメ『巨人の星』において、主人公の父親星一徹が食事の最中、卓上に食器類や食べ物が乗っている状態のちゃぶ台をひっくり返すシーンが、毎回エンドロールにて放映されていた。
テレビドラマにおいては、『寺内貫太郎一家』にて、主人の貫太郎が食事をぶちまけるシーンがたびたび登場している。
このように、頑固親父が激怒した時にちゃぶ台をひっくり返して、まわりが見えないほどの怒りを表すイメージが一般化していった。

### 娯楽番組・バラエティ番組
笑いの演出のモチーフとして。例えばバラエティ番組『めちゃ×2イケてるッ!』の1コーナー「爆烈お父さん」にて加藤浩次扮する親父が行う。

### 映画
業田良家原作の映画『自虐の詩』にて、葉山イサオに扮する阿部寛が「ちゃぶ台返し」のシーンを多く披露している。

### ゲーム
スクウェアから発売された『半熟英雄 ああ、世界よ半熟なれ…!!』では、「イッテツーン（スーパーファミコン版）」「チャブダイン（ワンダースワン版）」 という、ちゃぶ台返しをモチーフにした技があった。
タイトーが提供しているアーケードゲーム『超・ちゃぶ台返し!』は「ちゃぶ台返し」そのものの体験ゲーム。『巨人の星』とコラボレーションしたバージョンもある。

## 競技
岩手県紫波郡矢巾町のショッピングモール「アルコ」では、競技として「ちゃぶ台返し世界大会」が毎年6月第4土曜日に開催されている。俳優・タレントの渡辺裕太が第15回大会で優勝している。

## 慣用表現
転じて、この「ちゃぶ台返し」が理不尽な様子から、トップが強権を使い、企画・仕様などをご破算にしてやり直させることを「ちゃぶ台返し」と称することがある。例えば任天堂のゲームクリエイター・宮本茂はゲーム作りへのこだわりから、ほぼできあがったものを大幅にやり直させることがしばしばあり、自らそれを「ちゃぶ台返し」と呼んでいる（英：Upending the Tea Table、宮本茂#ちゃぶ台返しも参照）。
また橋下徹は大阪府知事選挙時、府庁改革に対して「府庁解体」を行うとして「ちゃぶ台をひっくり返す」と発言した。2012年11月には、文部科学大臣の田中真紀子が、2013年春に新規開校予定であった大学3校に対して、省内の認可手続き完了の直前に独断で不認可の意向を示した際、様々なメディアから「ちゃぶ台返し」と揶揄された。